# Operacja Ambassador
Operacja Ambasador – drugi brytyjski rajd oddziałów Commando. Został przeprowadzony w nocy z 14 na 15 lipca 1940 roku na znajdującą się pod niemiecką okupacją wyspę Guernsey. Pośpiesznie zaplanowana i nieudolnie zrealizowana akcja zakończyła się porażką.

## Podłoże
Cel operacji został osobiście wybrany przez Winstona Churchilla. Wyspy Normandzkie były bowiem jedynym brytyjskim terytorium okupowanym podczas wojny przez Niemców i ich utrata stanowiła poważny cios dla morale brytyjskiego społeczeństwa.
Siły złożone z 40 członków 3 Commando oraz 100 żołnierzy 11 Niezależnej Kompanii miały wylądować nocą na Guernsey przy pomocy 6 ratowniczych łodzi motorowych RAF-u. 11 NK miała zaatakować lokalne lotnisko i wyrządzić na nim jak największe szkody oraz zabić lub schwytać możliwie jak najwięcej Niemców z liczącego 469 żołnierzy miejscowego garnizonu. 3 Commando, dla którego miał to być debiut bojowy, powierzono przeprowadzenie działań dywersyjnych.

## Przebieg
Z powodu fatalnych warunków pogodowych, błędów nawigacyjnych i awarii łodzi, na wyspę dotarło tylko 40 komandosów z 3 Commando pod dowództwem ppłk. Durndorda-Slatera. Nie zdołali oni odnaleźć żadnych Niemców, natrafiając jedynie na opuszczone pozycje, wycofali się więc na plażę. Łódź, która miała ich ewakuować, nie była w stanie podpłynąć do brzegu i komandosi zmuszeni byli dotrzeć do niej wpław. Na brzegu pozostawili część uzbrojenia oraz trzech towarzyszy, którzy nie potrafili pływać. Jeden z komandosów nie zdołał dopłynąć do łodzi i też dostał się do niewoli, choć w raportach z akcji uznano go za utopionego. Utracono też dwie łodzie − jedna doznała awarii silnika i została wysadzona, druga rozbiła się o skały.
Klęska operacji rozwścieczyła Churchilla, który nazwał ją "głupim niepowodzeniem" oraz stwierdził, że "należy zdecydowanie unikać pomysłu zniechęcania do nas kawałek po kawałku tych wybrzeży nieudanymi rajdami". Zwierzchnik formacji Commando gen. por. Alan Bourne został zdymisjonowany. Następny rajd komandosów został przeprowadzony dopiero w marcu 1941 roku (Operacja Claymore).